# FC Tekstilshchik Ivanovo
El FC Tekstilshchik Ivanovo (del ruso: ФК «Текстильщик» Иваново) es un club de fútbol ruso de la ciudad de Ivánovo, fundado en 1937. El club disputa sus partidos como local en el estadio Tekstilshchik y juega en la segunda división, el tercer nivel en el sistema de ligas ruso.

## Nombres
- 1937-1938 Spartak Ivanovo
- 1939-1943 Osnova Ivanovo
- 1944-1946 Dynamo Ivanovo
- 1947-1957 Krasnoye Znamya Ivanovo
- 1958-1998 Tekstilshchik Ivanovo
- 1999-2000 FC Ivanovo
- 2001-2003 Tekstilshchik Ivanovo
- 2004-2007 Tekstilshchik-Telekom Ivanovo (el FC Spartak-Telekom Shuya se fusionó con el Tekstilschik en 2004)
- 2008–presente Tekstilshchik Ivanovo

## Palmarés
- Segunda División de Rusia: 2

2006, 2018/19

## Entrenadores
- Peter Layko (1942)
- Boris Apukhtin (1950)
- Mikhail Sushkov (1960-1962)
- Yuri Zabrodin (1962-1974)
- Anatoli Davydov (2007)
- Aleksandr Gushchin (2009)
- Aleksandr Gushchin (2010-2012)
- Dmytro Parfyonov (2012-)